# Umetnost vojne
Umetnost vojne (tradicionalno kitajsko 孫子兵法, poenostavljeno kitajsko 孙子兵法, dobesedno Sun Cujeva vojaška načela) je starodavna kitajska vojaška razprava, katere avtorstvo pripisujejo generalu Sun Cuju, nastalo pa naj bi konec obdobja pomladi in jeseni ali v začetku obdobja vojskujočih se držav, v 5. stoletju pr. n. št. Besedilo sestavlja 13 poglavij, vsako je posvečeno svojemu vidiku vojskovanja. Splošno je prepoznano kot temeljno delo o vojaški strategiji in taktiki svojega časa. Velja tudi za najslavnejše in najvplivnejše delo »sedmih vojaških klasik« stare Kitajske in zadnjih dva tisoč let ostaja »najpomembnejša vojaška razprava v Aziji, kjer so jo celo navadni ljudje poznali po naslovu«. Tako na Vzhodu kot na Zahodu je vplivala na način vojskovanja, poslovanja, pravno strategijo in druga področja človekove dejavnosti.
Zahodno občinstvo jo je prvič spoznalo leta 1772, ko jo je francoski jezuit Jean Joseph Marie Amiot prevedel v francoščino. Za navdih so jo uporabljali mnogi različni voditelji, kot so Mao Cetung, general Vo Nguyen Giap, baron Antoine-Henri Jomini, general Douglas MacArthur in voditelji Japonskega imperija.

## Poglavja
Umetnost vojne je razdeljena na 13 poglavij, naslovi poglavij se razlikujejo med prevodi.
| Poglavje | Izvorni naslov | Chow-Hou Wee (2003)                | Minford, v slovenščino prevedla Irena Duša Draž (2009) |
| -------- | -------------- | ---------------------------------- | ------------------------------------------------------ |
| I        | 始計，始计     | Detail Assessment and Planning     | Načrtovanje                                            |
| II       | 作戰，作战     | Waging War                         | Vojskovanje                                            |
| III      | 謀攻，谋攻     | Strategic Attack                   | Strateški napad                                        |
| IV       | 軍形，军形     | Disposition of the Army            | Formacije in razporeditev sil                          |
| V        | 兵勢，兵势     | Forces                             | Potencialna energija                                   |
| VI       | 虛實，虚实     | Weaknesses and Strengths           | Prazno in polno                                        |
| VII      | 軍爭，军争     | Military Maneuvers                 | Spopad                                                 |
| VIII     | 九變，九变     | Variations and Adaptability        | Devet sprememb                                         |
| IX       | 行軍，行军     | Movement and Development of Troops | Bojni pohod                                            |
| X        | 地形           | Terrain                            | Oblike terena                                          |
| XI       | 九地           | The Nine Battlegrounds             | Devet vrst tal                                         |
| XII      | 火攻           | Attacking with Fire                | Ognjeni napad                                          |
| XIII     | 用間，用间     | Intelligence and Espionage         | Vohuni                                                 |